# اتوثانیه
اَتوثانیه یک واحد اس‌آی برابر با ۱۸-۱۰ ثانیه است. نسبت یک اتوثانیه به یک ثانیه مانند نسبت یک ثانیه است به ۳۱٫۷۱ میلیارد سال یا دوبرابر عمر جهان.
کلمهٔ اتوثانیه ترکیبی از پیشوند «اتو» و واحد ثانیه است که با نماد as نمایش داده می‌شود. واژهٔ اَتو (Atto) از لغت دانمارکیِ اَتن (Atten) به‌معنای هجده گرفته شده‌است.
یک اَتوثانیه برابر است با ۱۰۰۰ زپتوثانیه یا ۱/۱۰۰۰ فمتوثانیه. چون واحد بعدی اس‌آی ۱۰۰۰ برابر بزرگ‌تر است، مقادیر ۱۷-۱۰ و ۱۶-۱۰ معمولاً به صورت ده و صد اتوثانیه بیان می‌شوند.

## اندازه‌ها برحسب اتوثانیه
1. ۱ اتوثانیه - زمانی که طول می‌کشد تا نور مسافتی برابر طول سه اتم هیدروژن را بپیماید.
2. ۱۲ اتوثانیه - رکورد کوتاه‌ترین فاصلهٔ زمانی محاسبه‌شده در ۱۲ مهٔ ۲۰۱۰
3. ۲۴ اتوثانیه - یکای اتمیِ زمان
4. ۶۰ اتوثانیه - کوتاه‌ترین پالس لیزری که تاکنون ایجاد شده‌است
5. ۱۰۰ اتوثانیه - سریع‌ترین جنبش مولکولی که تاکنون مشاهده شده‌است
6. ۲۰۰  اتوثانیه (تقریباً) - نیمه‌عمر بریلیم-۸
7. ۳۲۰ اتوثانیه - زمانی که طول می‌کشد تا الکترون‌ها بین اتم‌ها جابه‌جا شوند.